# Oedemopsis davisi
Oedemopsis davisi là một loài tò vò trong họ Ichneumonidae.